# Pneumonia
Pneumonia é uma inflamação dos pulmões que afeta sobretudo os pequenos sacos aéreos denominados alvéolos pulmonares. Os sintomas mais comuns são tosse seca ou produtiva, dor no peito, febre, calafrios e dificuldade em respirar, com dor aguda durante inspirações profundas. A gravidade dos sintomas é variável. A pneumonia pode ser classificada em hospitalar ou comunitária, em função do local onde foi adquirida.
A pneumonia geralmente tem como sua principal rota, a infeção do trato respiratório superior que se desloca para o trato inferior, conhecida como microaspiração.. Por outro lado, não é a única rota para alcançar os pulmões; também é possível por via hematogênica (e.g. embolização de endocardite valvar direita), extensão direta e inalação A causa é geralmente uma infeção com vírus ou bactérias. Entre outras possíveis causas, menos comuns, estão fungos e parasitas, e causas não infecciosas como alguns medicamentos e doenças autoimunes. Entre os fatores de risco estão outras doenças pulmonares como a fibrose cística, doença pulmonar obstrutiva crónica e asma, diabetes, insuficiência cardíaca, antecedentes de tabagismo, sistema imunitário debilitado ou comprometimento da capacidade de tossir, como acontece na sequência de um acidente vascular cerebral. O diagnóstico é suspeito com base nos sintomas e num exame físico, podendo ser confirmado por radiografia torácica, análises ao sangue ou cultura microbiológica do muco.
Estão disponíveis vacinas para prevenir alguns tipos de pneumonia, como a vacina contra pneumococo. Entre outros métodos de prevenção estão lavar as mãos com frequência e não fumar. O tratamento depende da causa subjacente. A pneumonia bacteriana é tratada com antibióticos. Na maior parte dos casos, antibióticos por via oral, repouso, analgésicos simples e ingestão de líquidos são geralmente suficientes para a resolução completa da doença. No entanto, os casos graves de pneumonia geralmente requerem hospitalização. Quando os níveis de oxigénio são baixos pode ser necessária oxigenoterapia.
A pneumonia afeta todos os anos 450 milhões de pessoas em todo o mundo (7% da população) e é a causa de 4 milhões de mortes anuais. No início do século XX a pneumonia era uma das principais causas de morte e invalidez, com taxas de mortalidade próximas dos 30%. Com a introdução de antibióticos e vacinas, a mortalidade em países desenvolvidos diminuiu acentuadamente. No entanto, em países em vias de desenvolvimento e entre pessoas de idade avançada, recém-nascidos e em doentes crónicos, a pneumonia continua a ser uma das principais causas de morte.

## Classificação
Pneumonite refere-se à inflamação pulmonar, geralmente devido à infecção que tem a característica adicional de consolidação pulmonar. Pneumonia pode ser classificada de várias maneiras. É mais comumente classificada por onde ou como ela foi adquirida (adquirida na comunidade, aspiração, associada com cuidados de saúde, hospital e por ventilação), mas também pode ser classificada pela área do pulmão afetada (pneumonia lobar, broncopneumonia e pneumonia intersticial aguda) ou pelo agente etiológico (organismo causador). Pneumonia em crianças pode ainda ser classificada com base em sinais e sintomas como não graves, graves ou muito graves. Pneumonias em adultos são classificadas em risco de mortalidade pela CURB-65.

## Sinais e Sintomas
| Sintomas frequentes em pneumonias | Sintomas frequentes em pneumonias |
| Sintoma                           | Frequência                        |
| --------------------------------- | --------------------------------- |
| Tosse                             | 79–91%                            |
| Astenia                           | 90%                               |
| Febre                             | 71–75%                            |
| Dispneia                          | 67–75%                            |
| Expectoração                      | 60–65%                            |
| Dor no tórax                      | 39–49%                            |

Principais sintomas da pneumonia

Os sintomas mais comuns da pneumonia são febre de 39 °C a 40 °C, suor frio, calafrios, respiração rápida e curta, tosse seca ou produtiva (catarro amarelo ou esverdeado), dores no peito ou no tórax, além de dispneia (dificuldade para respirar), diarreias, vômitos, náuseas e fadiga. Febre, no entanto, não é muito específica, já que ocorre em muitas outras doenças comuns, e podem estar ausentes em pacientes com doença grave ou desnutrição, já que a febre é uma resposta do próprio sistema imunológico para combater o agente patológico, desde que o mesmo esteja em boas condições. Além disso, a tosse é frequentemente ausente em crianças com menos de 2 meses de idade. Sintomas mais graves podem incluir: cianose central, diminuição de sede, convulsões, vômitos persistentes e diminuição do nível de consciência.
Algumas causas de pneumonia estão associados com clássicas (ou por causa dos fungos)- mas não específicas - características clínicas. Pneumonia causada pela Legionella pode ocorrer com dor abdominal, diarreia ou confusão, enquanto a pneumonia causada por Streptococcus pneumoniae está associada com expectoração com cor enferrujada, e a pneumonia causada por Klebsiella pode ter expectoração com hemoptóicos (sangue), muitas vezes descrita como "geleia de groselha".

### Fatores de risco
As pessoas que têm mais tendência de contrair pneumonia são idosos com mais de 65 anos, bebês, crianças pequenas, pessoas que tem outros problemas de saúde, como diabetes, doença hepática crônica, estado mental alterado, desnutrição, alcoolismo, pessoas que tem o sistema imunológico frágil por causa da AIDS, transplante de órgãos ou quimioterapia. Também correm risco de pegar pneumonia pessoas com doenças pulmonares, como asma, enfisema, fibrose cística  e também pessoas que têm dificuldade de tossir, sofreram derrames, fizeram ou fazem uso de sedativos e pessoas com mobilidade limitada.

## Tratamento
A pneumonia bacteriana geralmente é tratada por antibióticos, líquidos e analgésicos. e necessita uma avaliação do estado do paciente para uma melhor abordagem. Para definir o tratamento utiliza-se a escala do CURB-65:
| CURB-65                                       | CURB-65 |
| Sintoma                                       | Pontos  |
| --------------------------------------------- | ------- |
| Confusão mental aguda                         | 1       |
| Ureia em sangue maior a 7 mmol/l              | 1       |
| Respiração, mais de 30 inspirações por minuto | 1       |
| (Blood) Pressão arterial <90mmHg por <60mmHg  | 1       |
| Idade maior ou igual a 65 anos                | 1       |

Com zero ou um pontos na escala CURB65, o tratamento da pneumonia adquirida na comunidade é fora do hospital com 1 g de amoxicilina oral cada 8h por 5 a 7 dias. É possível combinar com ácido clavulânico na presença de fator de risco de resistência. Um macrólido como eritromicina pode ser usado em alérgicos a penicilina. Com dois ou três pontos, uma pneumonia moderada, se recomenda a internação na sala de cuidados gerais do hospital e tratamento intravenoso com um macrólido como azitromicina ou claritromicina ou com uma cefalosporina como alternativa.
No caso de quatro ou cinco pontos, é considerada uma pneumonia grave que necessidade internação em cuidados intensivos com uma combinação de antibióticos, oxigenoterapia, soro intravenoso e controle dos signos vitais. A adição de corticosteroides ao tratamento antibiótico padrão parece melhorar os resultados, reduzindo a morte e a morbidade de adultos com pneumonia adquirida na comunidade grave e reduzindo a morte de adultos e crianças com pneumonia adquirida na comunidade não grave.
No tratamento, o médico avaliará o antimicrobiano de escolha - de acordo com a gravidade do paciente -, possível agente etiológico e a via de administração (oral, parenteral, etc.). Além das medicações, como forma de auxiliar no tratamento também pode ser utilizada a fisioterapia respiratória. Os fisioterapeutas podem utilizar vibradores no tórax, exercícios respiratórios e tapotagem, que é a percussão do tórax com os punhos, para retirar as secreções que estão dentro dos pulmões e fazendo com que o paciente possa ser curado mais rapidamente.
Em caso de pneumonias virais, o tratamento é sintomático. O paciente deve ser hidratado e, caso necessário, receber oxigênio, AINEs e antipiréticos. Em casos de pneumonias causadas por fungos, antimicrobianos específicos são utilizados.
Não há evidências suficientes para recomendar o uso de xarope para tosse, vitamina A e D, zinco ou mucolíticos para pacientes com pneumonia.

## Prognóstico
É uma das principais causas de morte a todas as idades. O risco de morte segundo a pontuação na escala CURB-65:
1. 0,6%
2. 3,2%
3. 13,0%
4. 17,0%
5. 41,5%

Fatores de mal prognóstico incluem síndrome genética como Down, dificuldade para tossir, outras doenças pulmonares, falha de múltiplos órgãos ou imunocomprometidos.

## Prevenção
A prevenção inclui vacinação, medidas ambientais, e o tratamento de outras doenças de forma adequada.

### Vacinação
Vacinação é eficaz para prevenir certos tipos de pneumonias bacterianas e virais em crianças e adultos.
Vacinas contra a gripe são modestamente eficazes contra influenza A e B. O Centro de Controle e Prevenção de Doenças (CDC) recomenda que todos que tem seis meses de idade ou mais se vacinarem anualmente. Quando um surto de gripe está ocorrendo, medicamentos, tais como amantadina, rimantadina, zanamivir, e oseltamivir pode ajudar a prevenir a gripe.
Vacinações contra a Haemophilus influenzae e Streptococcus pneumoniae têm boas evidências para apoio do seu uso. Vacinação de crianças contra a Streptococcus pneumoniae também leva a uma diminuição da incidência destas infecções em adultos, pois muitos adultos adquirem infecções das crianças. A vacina contra a Streptococcus pneumoniae também está disponível para adultos, e diminui o risco de doença invasiva pneumocócica. Em 2015, foi colocada no PNV a vacina Pn13, conhecida como Prevnar, uma vacina conjugada contra infeções por Streptococcus pneumoniae de 13 serotipos. Esta vacina conjugada é composta pelo poliósido dos serotipos 1, 3, 4, 5, 6A, 6B, 7F, 9V, 14, 18C, 19A, 19F e 23F conjugados com a proteína CRM157, a toxina da difteria inativada

### Meio ambiente
Redução da poluição do ar em lugares fechados é recomendada tal como parar de fumar.

### Outros
Adequadamente o tratamento de doenças subjacentes (como AIDS) pode diminuir o risco de ter pneumonia.
Existem várias maneiras de prevenir pneumonia em recém-nascidos. Testes para mulheres grávidas encontrarem Streptococcus do grupo B e Chlamydia trachomatis, e dando o tratamento com antibióticos, se necessário, reduz a pneumonia em crianças. Aspiração da boca e da garganta de recém-nascidos com líquido amniótico diminui a taxa de pneumonia por aspiração.

## Epidemiologia

Número de mortes a cada 100.000 habitantes, em 2004.
sem dados
<100
100-700
700-1400
1400-2100
2100-2800
2800-3500
3500-4200
4200-4900
4900-5600
5600-6300
6300-7000
>7000

A pneumonia é uma doença comum que afeta aproximadamente 450 milhões de pessoas por ano e ocorre em todas as partes do mundo. É uma das principais causas de morte entre todas as faixas etárias, resultando em 4 milhões de mortes (7% do total anual do mundo). A faixa etária de maior incidência da doença é até os 5 anos, enquanto que a de menor incidência é entre os 15 e os 25 anos. Ocorre cerca de cinco vezes mais frequentemente em países em desenvolvimento em relação aos países desenvolvidos, devido às condições de nutrição e higiene.  A pneumonia viral atinge cerca de 200 milhões de pessoas.

### Crianças
Em 2008, pneumonia ocorreu em, aproximadamente, 156 milhões de crianças (151 milhões nos países em desenvolvimento e 5 milhões nos países desenvolvidos). Isso resultou em 1,6 milhões de mortes, ou 28-34% de todas as mortes em menores de cinco anos de idade, dos quais 95% ocorreram nos países em desenvolvimento. Países com o maior fardo da doença incluem: Índia (43 milhões), China (21 milhões) e Paquistão (10 milhões). É a principal causa de morte entre crianças em países de baixa renda. Muitas dessas mortes ocorrem no período neonatal. A Organização Mundial da Saúde estima que uma em cada três mortes de bebês recém-nascidos são devidas à pneumonia. Cerca de metade destas mortes são evitáveis, teoricamente, já que elas são causadas pelas bactérias para as quais existe uma vacina eficaz disponível.

## Sociedade e cultura
Devido ao grande número de pessoas infectadas nos países em desenvolvimento, a comunidade global de saúde declarou que o 12 de novembro é o Dia Mundial da Pneumonia, um dia dedicado ao combate à doença.